# Milledgeville (Georgia)
Milledgeville er en by i den amerikanske delstat Georgia med et areal på 52,4 km² og 17.070(2020) indbyggere. Milledgeville er administrativ hovedby i Baldwin County. Byen var hovedstad i Georgia efter Louisville og før Atlanta.

## Personer fra Milledgeville
- Marjorie Taylor Greene (1974-), politiker i Repræsentanternes Hus (USA)[2]